# Chełm (województwo świętokrzyskie)
Chełm tak nazywano kolejno las, dziś nieistniejącą  wieś i następnie  nieistniejący młyn, koło Góry Chełmowej nad rzeką Słupianką. W czasach dzisiejszych na terenie powiatu kieleckiego w gminie Nowa Słupia.

## Własność
Własność klasztoru  świętokrzyskiego.

## Lokacja, związane z nią urządzenia i osoby
W roku 1650 konwent świętokrzyski uzyskuje od opata między innymi prawo wolnego wyrębu w lesie Chełm koło Pokrzywianki. Opisano, że w okolicy wsi Paprocice „na Chełmie zaś mieyscu zwanym iest kupa Lassu Modrzewiny y Dębiny lecz ieszcze cienkiego”.
W latach 1658, 1686 granice roli Swarowiec należącej do folwarku Stara Słupia rozciągają się od granic Pokrzywianki do lasu, czyli granicy wsi  Grzegorzewice, a stąd w kierunku wsi Chełm. aż do starej opustoszałej wsi Bostowska Wola.
W roku 1725 opat i konwent świętokrzyski nadaje mieszczaninowi słupskiemu Idzikowi  przywilej na młyn z zabudowaniami pod Chełmem wraz z gruntem zwanym „Nazamiedzu”.

W roku 1780 do folwarku w Starej Słupi należy staw pod „Chełmem Górą”.
W roku 1809 klasztor oddaje w dzierżawę na 40 lat młyn  Chełm z polami i łąkami.

## Powinności dziesięcinne
W roku 1780 poddani ze Starej Słupi oddają dziesięcinę między innymi „z Chełmu” prepozytowi szpitalnemu w  Nowej Słupi.